# ای‌ام‌دی فنوم ۲
فنوم۲ (Phenom II) یک خانواده از پردازندههای چند هسته‌ای ِ ۴۵ نانومتری ِ شرکت ای‌ام‌دی است. نسخه‌ای با پشتیبانی از سوکت ای‌ام-۲ مثبت از این پردازنده در دسامبر ۲۰۰۸ انتشار یافت. حال آنکه نسخه‌های ای‌ام-۳ با پشتیبانی از DDR۳، به همراه نخستین گروه از پردازنده‌های سه هسته ای و چهار هسته ای، در نهم فوریهٔ ۲۰۰۹ منتشر شد . فنوم۲ سازه ایست از پلتفرمی با نام اژدها (Dragon Platform) که علاوه بر این، چیپست سری ۷۰۰ و کارت‌های گرافیکی ِ رادئون اچ-دی، سری ۴۸۰۰ را شامل می‌شود.

## خصوصیات
در سری فنوم ۲، حافظهٔ نهان مشترک تراز سوم (L۳) از ۲ مگابایت (در سری اول فنوم) به ۶ مگابایت افزایش یافته‌است،  که باعث شده تا افزایش عملکرد در ارزیابی‌ها به ۳۰ درصد برسد. قابلیت "سرد و خاموش" (Cool 'n Quiet) به جای استفاده آن در هر هسته به صورت مجزا (که در سری اولیه و اصلی پردازنده‌های فنوم شاهد بودیم) در سراسر پردازنده به کاربرده شده‌است. این عمل، به خاطر اصلاحِ ضعفِ ویندوز ویستا در ادارهٔ رشته‌ها انجام شد و باعث گشت دستورهای تک رشته‌ای، در هسته‌ای که به آن کاری محول نشده، در نصف سرعت پردازنده اجرا شود.
نسخه‌هایی از فنوم۲ که دارای سوکت ای‌ام-۳ هستند، قابلیت ِ سازگاری با سوکت‌های ای‌ام-۲ مثبت را در صورت به روز رسانی ِ بایوس برد ِ مادر دارند. (مشروط بر اینکه کارخانهٔ سازندهٔ برد ِ مادر، بایوس‌ها را برای بروز رسانی تدارک ببیند) . علاوه بر سازگاری پین‌ها، کنترل‌کنندهٔ حافظه در سوکت AM۳ هر دو حافظهٔ نوع DDR۲ و DDR۳ را تا پهنای باند ۱۰۶۶ برای نوع DDR۲ و ۱۳۳۳ برای نوع DDR۳ پشتیبانی می‌کند. این قابلیت به کاربران این اجازه را می دهد تا پردازندهٔ خود را بدون نیاز به تغییر برد ِ مادر یا کارت حافظه تغییر دهند. هر چند پلتفرم ِ فنوم۲ در استفاده از حافظه‌های نوع DDR۳، پهنای باند ۱۳۳۳ را به یک ماژول در هر کانال محدود می‌کند (شبیه به رفتار نسخهٔ اولیهٔ فنوم در به کارگیری ِ حافظه‌های DDR۲ در پهنای باند ۱۰۶۶). در غیر این صورت، ماژول‌های حافظهٔ DDR۳ در پهنای باند پایین‌تر ( ۱۰۶۶ ) کار می‌کنند (در واقع Underclock می‌شوند)  . شرکت ای‌ام‌دی ادعا می‌کند که این رفتار، مربوط به بایوس بوده و خطای کنترل‌گر حافظه نیست. وقصد اصلاح آن را با بروزرسانی بایوس دارد. قابلیت استفاده از دو نوع حافظه در این پردازنده‌ها، این اختیار را به سازندگان برد ِ مادر و استفاده کنندگان می دهد تا پردازنده را با سوکت AM۳ و حافظه‌را با نوع DDR۲ استفاده کرده و در نتیجه هزینهٔ نهایی سیستم را پایین بیاورند. این عمل، باعث رقابت با تراشه‌های اینتل می‌شود که مستلزم استفاده از رم‌های نوع DDR۳ هستند.
| خانوادهٔ پردازنده‌های برپایهٔ فنوم شرکت ای‌ام‌دی | خانوادهٔ پردازنده‌های برپایهٔ فنوم شرکت ای‌ام‌دی | خانوادهٔ پردازنده‌های برپایهٔ فنوم شرکت ای‌ام‌دی | خانوادهٔ پردازنده‌های برپایهٔ فنوم شرکت ای‌ام‌دی |
| ای‌ام‌دی کا-۱۰                                | کامپیوترهای رومیزی                          | کامپیوترهای رومیزی                          | کامپیوترهای رومیزی                          |
| ای‌ام‌دی کا-۱۰                                | چهار هسته‌ای                                 | سه هسته‌ای                                   | دو هسته‌ای                                   |
| ------------------------------------------- | ------------------------------------------- | ------------------------------------------- | ------------------------------------------- |
|                                             | AMD Phenom logo as of 2009                  | AMD Phenom logo as of 2009                  | AMD Phenom logo as of 2009                  |
| اسم رمز                                     | دِنِب (Deneb)                                 | هِکا (Heka)                                  | کالیستو (Callisto)                          |
| هسته                                        | ۴۵ nm                                       | ۴۵ nm                                       | ۴۵ nm                                       |
| تاریخ انتشار                                | فوریه ۲۰۰۹                                  | فوریه ۲۰۰۹                                  | ژوئن ۲۰۰۹                                   |
| لیست پردازنده‌های ای‌ام‌دی                     |                                             |                                             |                                             |

با شروع انتشار نسخه‌های AM۳ از پردازنده‌های فنوم۲، سه سری نیز بر پایهٔ همان برد سیلیکونی به بازار عرضه شد. سری اول، پرچم‌دار و نمایندهٔ عملکرد ِ کامل ِ تراشه است. سه سری ِ دیگر، با قدری معیوب ساختن تراشهٔ سری اول تولید شده‌اند. اجزای تحت تأثیر این عمل ار کاز انداخته شدند و این تراشه‌ها با محصولی با درجه بندی پایین‌تر مشخص شده‌اند.
- سری ۹۰۰ : عملکرد کامل ِ تراشه و هسته‌ها به علاوهٔ فعال بودن حافظهٔ نهان نوع L۳ .
- سری ۸۰۰ : در این تراشه‌ها، ۲ مگابایت از حافظهٔ نهان از کار انداخته شده و تراشه با ۴ مگابایت حافظهٔ نهان و ۴ هستهٔ فعال کار میکند.
- سری ۷۰۰ : در این تراشه‌ها یک هسته از کار افتاده و حافظهٔ نهان L۳ کامل است. این پردازنده‌ها با نام X۳ به بازار عرضه شده‌اند.
- سری ۵۰۰ : در این تراشه‌ها دو هسته از کار افتاده و حافظهٔ نهان L۳ کامل است. این پردازنده‌ها با نام X۲ به بازار عرضه شده‌اند.

با این حال، نسخه‌هایی از فنوم ۲ دوهسته‌ای و سه‌هسته‌ای وجود دارند که برد سیلیکونی آن‌ها معیوب نشده اما یک یا دوهسته از آن‌ها غیر فعال شده‌است تا ای‌ام‌دی به هدف ارزان و کم خرج کردن خرید برسد . در نتیجه، با استفاده از برد ِ مادر و بایوس مناسب، می‌توان هسته‌های غیر فعال را باز کرد. اگر چه این عمل داری مختصری ریسک است، چرا که احتمال می‌رود هسته‌ها به علت عیب در برد ِ سیلیکونی معیوب شده باشند.

## آورکلاک نمودن
پردازنده‌های سری فنوم ۲ از شرکت ای‌ام‌دی، اولین سری هستند که دارای اشکال سرد کردن نیستند. این خطا یا باگ، موجب می‌شد تا پردازنده از یک دمای مشخص به پایین، عملیات پردازش را متوقف کند و در نتیجه، انجام روش‌های سرد کردن شدید مانند استفاده از یخ خشک و نیتروژن مایع امکان پذیر نبود. با از بین بردن این باگ، از این سری پردازنده انتظار می‌رود تا بیشتر از هر پردازندهٔ ساخته شده توسط ای‌ام‌دی، آورکلاک شود.
در یک نمایش عمومی برای اثبات پتانسیل فنوم ۲ در آورکلاک کردن (در لاس وگاس - دهم ژانویه ۲۰۰۹ - نمایشگاه سی‌ای‌اس (CES) ) که توسط Sami "Macci" Mäkinen (یک رکورد شکن در امر آورکلاک) اجرا شد، با استفاده از یک پردازنده فنوم ۲ چهار هسته‌ای مدل ۹۴۰ و یک برد ِ مادر از شرکت لن پارتی (LANParty) مدل ۷۹۰FXB - M۲RS و استفاده از ترکیب نیتروزن مایع و هلیوم مایع در خنک‌کننده، سرعت پردازنده را تا ۶٫۵ گیگار هرتز رسانده و بر رکورد جهانی در برنامهٔ ۳DMark ۲۰۰۵ با امتیاز ۴۵۴۷۴ غلبه کردند.
گروهی با نام LimitTeam در یک عملیات موفق، پردازندهٔ فنوم ۲ چهار هسته‌ای مدل ۹۵۵ با اسم رمز Deneb را در سی‌ام آوریل ۲۰۰۹ اورکلاک کرده و نتایج را با نرم‌افزار CPU-Z ارائه دادند. گروه، از برد ِ مادر مدل M۴A۷۹T Deluxe از شرکت آسوس (ASUS) استفاده کرد که دارای خصوصیت پشتیبانی از "پلتفرم کارایی چند بعدی" برای پردازنده‌های ۱۴۰ واتی ِ ای‌ام‌دی و چیپست ۷۹۰FX و SB۷۵۰ می‌باشد. در نتیجهٔ این اقدام، روه به سرعت ۷٫۱۲۷ گیگا هرتز دست پیدا کرد و رکورد قبلی را که سرعت ۶٫۷ بود شکست داد. این گروه خصوصیات خنک‌کننده را طی عمل آورکلاک نمودن فاش نکرد.

## هسته‌ها

### دِنِب(برد ِ سیلیکونی ِ ۴۵ نانومتری)
- چهار هستهٔ ای‌ام‌دی کا-۱۰
- حافظهٔ نهان تراز اول : ۶۴ کیلوبایت + ۶۴ کیلو بایت (داده‌ها + دستورالعمل‌ها) برای هر هسته.
- حافظهٔ نهان تراز دوم : پانصد و دوازده کیلوبایت برای هر هسته.
- حافظهٔ نهان تراز سوم : ۶ مگابایت مشترک بین تمام هسته‌ها. ۲ مگابایت از این حافظه برای سری ۸۰۰ از کار افتاده شده‌است.
- کنترل‌گر حافظه : دو کاناله برای حافظه‌های دی‌دی‌آر-۲ و پهنای باند ۱۰۶۶ مگاهرتز (سوکت AM۲+)، دو کاناله برای حافظه‌های دی‌دی‌آر-۳ و پهنای باند ۱۳۳۳ مگاهرتز (سوکت AM۳) .
- تکنولوژی‌ها: MMX، ۳DNow بسط داده شده ، SSE ، SSE۲ ، SSE۳ ، SSE۴a ، AMD۶۴ ، Cool'n'Quiet ، NX bit ، AMD-V .
- سوکت‌ها: ای‌ام-۲ مثبت، ای‌ام-۳، با تکنولوژی فراترابری (Hyper Transport)، با سرعت ۱۸۰۰ تا ۲۰۰۰ مگاهرتز .
- مصرف برق : ۶۵ ، ۹۵ ، ۱۲۵ و ۱۴۰ وات.
- تاریخ اولین انتشار : هشتم ژانویه ۲۰۰۹ در نمایشگاه سی-۲
- سرعت : ۲۵۰۰ تا ۳۴۰۰ مگاهرتز.
- مدل‌ها : فنوم ۲ چهار هسته‌ای (X۴) از مدل ۸۰۵ تا ۹۶۵

### هکا(برد سیلیکونی ۴۵ نانومتری)
- سه هستهٔ AMD K۱۰ و غیرفعال بودن یک هسته.
- حافظهٔ نهان نوع L۱ : ۶۴ کیلوبایت + ۶۴ کیلو بایت (داده‌ها + دستورالعمل‌ها) برای هر هسته.
- حافظهٔ نهان نوع L۲ : ۵۱۲ کیلو بایت برای هر هسته.
- حافظهٔ نهان نوع L۳ : ۶ مگابایت مشترک بین تمام هسته‌ها.
- کنترل‌گر حافظه : دو کاناله برای حافظه‌های نوع DDR۲ و پهنای باند ۱۰۶۶ مگاهرتز (سوکت AM۲+)، دو کاناله برای حافظه‌های نوع DDR۳ و پهنای باند ۱۳۳۳ مگاهرتز (سوکت AM۳) .
- تکنولوژی‌ها : MMX، ۳DNow بسط داده شده ، SSE ، SSE۲ ، SSE۳ ، SSE۴a ، AMD۶۴ ، Cool'n'Quiet ، NX bit ، AMD-V .
- سوکت : AM۳، HyperTransport، با سرعت ۲۰۰۰ مگاهرتز .
- مصرف برق : ۶۵ و ۹۵ وات.
- تاریخ اولین انتشار : نهم فوریه ۲۰۰۹ در نمایشگاه C۲
- سرعت : ۲۵۰۰ تا ۲۸۰۰ مگاهرتز.
- مدل‌ها : فنوم ۲ سه هسته‌ای (X۳) از مدل ۷۰۵e تا ۷۲۰ .

### کالیستو(برد سیلیکونی ۴۵ نانومتری)
- دو هستهٔ AMD K۱۰ و غیرفعال بودن دو هستهٔ دیگر.
- حافظهٔ نهان نوع L۱ : ۶۴ کیلوبایت + ۶۴ کیلو بایت (داده‌ها + دستورالعمل‌ها) برای هر هسته.
- حافظهٔ نهان نوع L۲ : ۵۱۲ کیلو بایت برای هر هسته.
- حافظهٔ نهان نوع L۳ : ۶ مگابایت مشترک بین تمام هسته‌ها.
- کنترل‌گر حافظه : دو کاناله برای حافظه‌های نوع DDR۲ و پهنای باند ۱۰۶۶ مگاهرتز (سوکت AM۲+)، دو کاناله برای حافظه‌های نوع DDR۳ و پهنای باند ۱۳۳۳ مگاهرتز (سوکت AM۳) .
- تکنولوژی‌ها : MMX، ۳DNow بسط داده شده ، SSE ، SSE۲ ، SSE۳ ، SSE۴a ، AMD۶۴ ، Cool'n'Quiet ، NX bit ، AMD-V .
- مصرف برق : ۸۰ وات.
- تاریخ اولین انتشار : یکم ژوئن ۲۰۰۹ در نمایشگاه C۲
- سرعت : ۳۰۰۰ تا ۳۱۰۰ مگاهرتز.
- مدل‌ها : فنوم ۲ دو هسته‌ای ۵۴۵ تا ۵۵۰